# La Dague au lys rouge
La Dague au lys rouge est un roman historique de Juliette Benzoni paru en 2010. Il compose le premier volet de la série Le Bal des poignards.

## Lieux de l'histoire
Bien que le récit s'entame à Florence (ville natale de l'héroïne), l'action change de pays rapidement. C'est à Paris que se déroulera toute l'action du premier Tome.[réf. nécessaire]